# Peder Tønder
Peder Christoffersen Tønder (8. september 1641 – 1. juni 1694) var en dansk-norsk amtmand.
Han var søn af Christoffer Nielsen Tønder (1587-1656) og Karen Olsdatter Skriver (1612-1656). Han var toldkommissær i Trondhjem og blev 1691 amtmand over Nordlands Amt, hvilket han var til sin død. Tønder beboede Dønnæs Gård og var tillige ejer af frigårdene Mindenæs, Hernæs og Gautviken med tilhørende gods.